# Nuages de Kordylewski

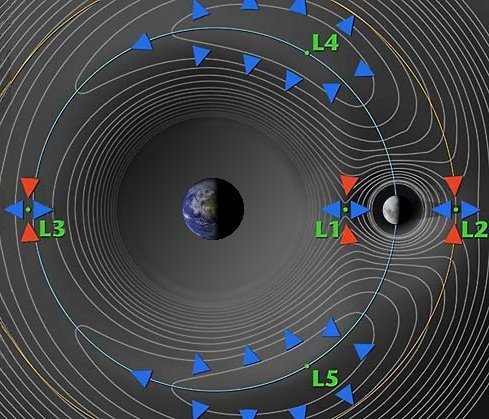
Diagramme montrant la position des points de Lagrange du système Terre-Lune ; les nuages de Kordylewski pourraient exister aux points L_{4} et L_{5}.

Les nuages de Kordylewski sont de grandes concentrations de poussière qui pourraient exister aux points de Lagrange L4 et L5 du système Terre-Lune. On les compte au nombre des troyens que possède la Terre, dont les seuls autres représentants connus sont les astéroïdes (706765) 2010 TK7 et (614689) 2020 XL5 du système Terre-Soleil.

## Hypothèse de leur existence
L'existence des nuages de Kordylewski a été envisagée pour la première fois dans les années 1960, par l'astronome polonais Kazimierz Kordylewski, qui pensait avoir découvert un astéroïde troyen de la Lune ; mais elle est longtemps restée sujette à caution. En effet, on a longtemps pensé qu'il puisse ne s’agir que de phénomènes temporaires de concentration, puisque ces points forment des positions d'équilibre instable à cause de perturbations du Soleil.
Kordylewski les aurait observés pour la première fois en octobre 1956, lorsqu'il détecta une lueur d'un diamètre angulaire d'environ 2° (soit, au plus, 14 000 km de large) et moitié moins brillante que le gegenschein. Il les photographia en 1961 alors qu'ils semblaient changer de forme et de taille. En 1967, J. Wesley Simpson en réalisa des observations à l'aide du Kuiper Airborne Observatory. En 1975, J. Roach confirme l'existence des nuages, avec l'Orbiting Solar Observatory. Encore très peu de gens ont réussi à observer ces nuages. En 1979, Francisco Valdes et Robert Freitas effectuèrent une recherche d'objets situés près des points de Lagrange du système Terre-Lune, mais n'en détectèrent aucun.
La Terre possède aussi une concentration de poussières au point de Lagrange L4.

## Confirmation de leur existence
En septembre 2018, Judit Slíz-Balogh, András Barta et Gábor Horváth, astronomes et physiciens hongrois confirment l'existence de ces nuages par un article dans Monthly Notices of the Royal Astronomical Society.
C'est la très faible luminosité de ces nuages qui a rendu leur détection difficile. Les lumières parasites (lumière galactique, celle des étoiles, et la lumière zodiacale) ont gêné le travail des astronomes.
L'utilisation de filtres de polarisation spéciaux a été nécessaire pour détecter la lumière diffusée par les particules individuelles des nuages.